# The Big Typescript
The Big Typescript, auch TS 213 genannt, ist das Konzept eines Buches von Ludwig Wittgenstein, das Wittgensteins Rückkehr 1929 zur Philosophie kennzeichnet.
Wittgenstein hat Typographie der ersten 10 Manuskriptbände aus den Jahren 1929–1932 zerschnitten und thematisch geordnet. Aus diesen Zetteln wurde (wahrscheinlich 1933) in einem Wiener Schreibbüro das Typoskript hergestellt.
Neben dieser Fassung werden noch zwei spätere Versionen als "The Big Typescript" bezeichnet:
- das (auch in englischer Übersetzung) mehrmals herausgegebene, mit Zusätzen und Änderungen versehene Original
- das um Bemerkungen von Georg Henrik von Wright und Georg Kreisel ergänzte Original.

Das Big Typescript dient als Quelle vieler Textstellen der Philosophischen Untersuchungen.

## Bibliographie
- Ludwig Wittgenstein: The Big Typescript. Wiener Ausgabe, Band 11, hrsg. von Michael Nedo, Springer, Wien 2000, ISBN 978-3-211-82569-3.
- Ludwig Wittgenstein: The Big Typescript. TS 213. herausgegeben und übersetzt von C. Grant Luckhardt und Maximilian A. E. Aue. Blackwell Publishing, 2005, ISBN 1-4051-0699-9. (Kritische zweisprachige Ausgabe. deutsch-englisch)
- Ludwig Wittgenstein: Escrito a máquina [The big typescript] [TS 213]. Übersetzung, Einführung und kritische Anmerkungen von Jesús Padilla Gálvez. Editorial Trotta, Madrid 2014, ISBN 978-84-9879-559-2.
- Nicolas Reitbauer: Wittgenstein – Verstehen – Mikrologische Untersuchungen zum Beginn des Big Typescripts. 2006.